# Slaget på Isted Hede
Slaget på Isted Hede  25. juli 1850 var et slag under Treårskrigen, og det største slag i danmarkshistorien.
Næsten 40.000 danske soldater kæmpede mod 27.000 slesvig-holstenere på Isted Hede, nordvest for Slesvig i hvad der i dag er det nordlige Tyskland.
Preussen havde efter russisk pres trukket sig ud af krigen, og slesvig-holstenerne stod alene tilbage, men mange tyske frivillige meldte sig under den slesvig-holstenske trikolore. Den danske hær under general Krogh var nu overlegen i antal og den var bedre uddannet end fjendens hær. Den tyske øverstbefalende var den preussiske general von Willisen.
Efter hårde kampe mellem den 24. og 25. juli stod danskerne tilbage som sejrherre. Sejren var imidlertid dyrekøbt, og danskerne led betydelige tab, især erfarne officerer, general Schleppegrell og oberst Læssøe. Efter sejren ved Isted tog den danske hær stilling på Dannevirke.

## Optakten til slaget
Som følge af pres fra de europæiske stormagter stod slesvig-holstenerne i sommeren 1850 alene overfor danskerne. Den danske overkommando havde ingen overordnet plan for det kommende felttog i 1850. I juli indløb en række meldinger om, at den slesvigsk-holstenske oprørshær var gået i stilling nord for Slesvig by. Den danske overkommando så nu en chance for at besejre oprørerne i ét afgørende slag. For slesvig-holstenerne, der nøje havde udvalgt et terræn ved Isted, der var nemt at forsvare, var planen den samme: den danske hær skulle lokkes i kamp, hvorefter den skulle besejres ved en knibetangsmanøvre. De to hære, der marcherede mod hinanden, var på mange punkter ligeværdige. Nok var den danske hær betydeligt større, men slesvig-holstenerne besad en stærk forsvarsposition.

## Slaget
Slaget begyndte tidligt om morgenen den 24. juli, da den danske fortrop stødte ind i de slesvig-holstenske forposter. I løbet af dagen blev de slesvig-holstenske tropper presset tilbage. Ved Helligbæk kom det til en større træfning, der involverede store styrker på begge sider.
Natten til den 25. juli begyndte slaget for alvor, da den danske hovedstyrke gik til angreb. Flere steder kom det i de tidligere morgentimer til hårde kampe. Bl.a. ved Bøgmose nord for Isted Sø og Grydeskov mellem Isted Sø og Langsø. Kampene bølgede frem og tilbage. Mod øst kastede de danske styrker de slesvigsk-holstenske tropper tilbage mellem Bøglund og Nørre Farensted. Slesvig-holstenerne trak sig tilbage og gik i stilling ved Vedelspang.
Senere på morgenen slog vejret om. De tidligere dages varme vejr blev pludselig afløst af tæt dis og silende regn, der gjorde det meget vanskeligt for hærførerne at bevare overblikket over slagmarken og deres styrker. Kl. fem om morgenen var det slesvig-holstenerne, der tog initiativet, og to brigader gik til modangreb, først mod de danske tropper ved landsbyen Stolk og omkring kl. seks mod danskerne i Isted by. Ved Stolk blev de danske styrker overrumplet og kastet tilbage. Under de hårde kampe faldt den danske general F. A. Schleppegrell. Slesvig-holstenerne fortsatte angrebet mod Isted by, og her kom det til regulære gadekampe, hvor der blev kæmpet fra hus til hus. Den danske divisionsreserve blev indsat, og omkring kl. 07.45, lykkedes det de danske styrker at stoppe slesvig-holstenernes angreb og derefter at presse dem tilbage. På trods af at slesvig-holsterne trak sig tilbage, afsendte den danske oberst Baggesen en række alarmerende beskeder til general Krogh og hans stab, der betød, at en igangværende flankemanøvre vest for slagmarken blev aflyst og tropper kaldt tilbage. Ved tilfældighedernes spil blev slesvig-holstenerne reddet fra et angreb, der ville have overrasket deres vigende tropper på et kritisk tidspunkt. 
I stedet igangsatte general Krogh et angreb omkring middagstid. Det danske fodfolk angreb uden støtte fra det danske rytteri og uden forudgående bombardement fra det danske artilleri. Alligevel viste tiden sig at være favorabel. Da det danske angreb gik i gang, var det slesvig-holstenske artilleri ved at trække sig tilbage, og de danske soldater blev skånet for omfattende beskydning. Slesvig-holstenerne blev nu drevet tilbage overalt på slagmarken, og omkring kl. 14.15 indsattes en rytterbrigade på slagmarkens centrum. Brigaden forfulgte slesvig-holstenerne helt syd for Husby, hvorefter brigaden af uforklarlige årsager hurtigt trak sig tilbage efter en mindre træfning med fjenden. Trods rytterbrigadens tilbagetrækning fortsatte den danske hovedstyrke sin fremrykning, og sidst på eftermiddagen nåede danskerne Skovby og Slesvig by, som hurtigt blev besat. Slesvig-holstenerne havde trukket sig tilbage, og slaget var forbi.

## Efterspil
Selv om danskerne havde vundet ved Isted, var det en smal sejr, og de danske tab oversteg de slesvig-holstenske. Ingen af parterne havde vundet den sejr, som de søgte. Den slesvig-holstenske hær var stadig kampdygtig, og krigen fortsatte. I september forsøgte slesvig-holstenerne et angreb på Mysunde, som blev slået tilbage, og i oktober belejrede de Frederiksstad; men heller ikke her lykkedes det at besejre danskerne. Krigshandlingerne gik da i stå til januar 1851, hvor stormagternes pres afsluttede krigen, og den provisoriske slesvig-holstenske regering og hær blev opløst.
Slagets gang blev i stor grad påvirket af de vanskelige vejrforhold, som slaget blev udkæmpet under. De ledende officerer på begge sider er senere blevet kritiseret for deres indsats under slaget. På dansk side er især af oberst Baggesen og general Flindt, som havde kommandoen over rytterbrigaden, der forfulgte de vigende slesvig-holstenere under det store angreb ved middagstid. Kritikken mod oberst Baggesen gik på, at hans paniske meldinger til overkommandoen efter at F.A. Schleppegrell var faldet ved Stolk, betød, at et angreb på slesvig-holstenernes flanke, der kunne have sikret en større sejr, blev aflyst. General Flindt blev kritiseret for en halvhjertet forfølgelse af slesvig-holstenerne, hvorved han undlod at tilføje fjenden betydelige tab. Dog bør det nævnes, at kritikken af både oberst Baggesen og general Flindt hviler på bagklogskab. Den afgørende faktor i den danske sejr var det danske fodfolk, der besad bedre moral og var bedret trænet end deres modstandere.
I tiden efter Treårskrigen, blev slaget ved Isted, der var det største i Nordens historie indtil Vinterkrigen,  symbol på den danske sejr. Til minde om slaget skabte H.W. Bissen den berømte Istedløve, som står på Flensborg kirkegård, hvor mange af de faldne fra slaget ligger begravet.